# Orfeón Reusense

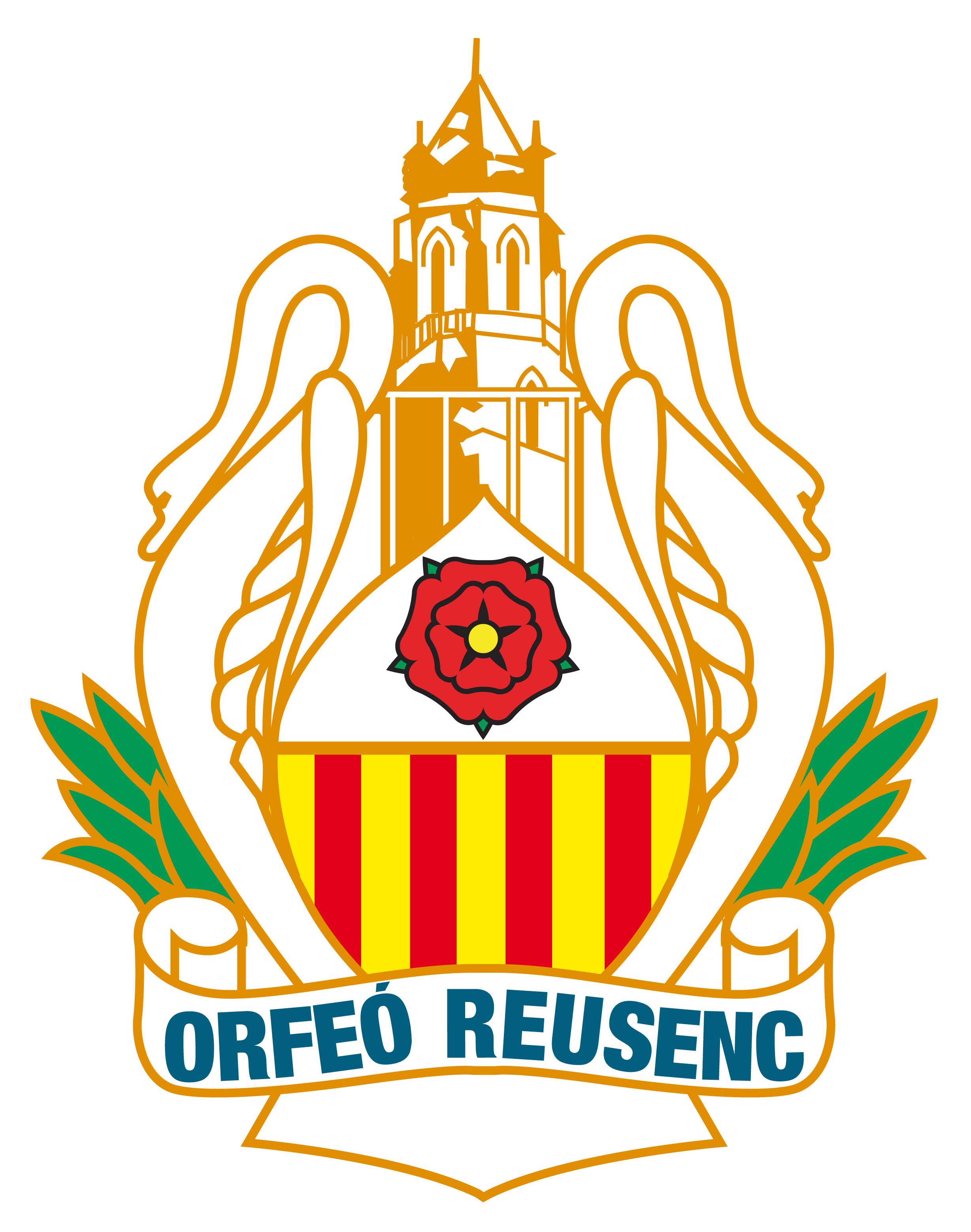
Logo del Orfeó Reusenc.

El Orfeó Reusenc es una entidad de la ciudad de Reus dedicada al canto coral (con una coral infantil "Els Somiadors", la adulta "l'Orfeó Reusenc" y de gente mayor "l'Encís", danzas tradicionales, sardanas, teatro, baile de bastones, baile de bastones veterano, grupo de «grallers» y un grupo de carnaval llamada "La Coca D'Or".

## Historia
Se fundó en 1860 como sección coral del Centro de Lectura de Reus, y en 1893 tomó el nombre de «Orfeó Reusenc del Centre de Lectura», pero en 1908, debido a cambios en el reglamento de la entidad, la sección tuvo que ser independiente, estableciéndose en un local en la calle del Hospital. En 1918 tomó su nombre actual de «Orfeó Reusenc» y se trasladó a un nuevo local en la Calle Obispo Grau. En 1926 se creó el grupo de danza y también una peña de Ajedrez de Reus que sustituyó al Club de Ajedrez de Reus, que acababa de desaparecer. En 1927 se fundó una sección de declamación y una de teatro. Hacia 1960 se realizó el traslado a su actual local a la Calle San Lorenzo. En 1996 se creó una coral infantil.
Actualmente también realiza diversas actividades, como cine en catalán, diversos concursos populares, intercambios de corales, participa en actos de Reus (la fiesta mayor de Reus) y algunas de las secciones participan en actos de otros municipios de Cataluña y en ocasiones fuera de España, como el caso del grupo de danza y el cuerpo de «bastoners».

## Presidentes
- Estanislau Mateu 1912-1918
- Carles Robuster 1918
- Antoni Porta 1918-1934
- Ismael Casajoana 1934-1936
- Ramon Amigó 1936-1940
- Joan Ribas 1940-1945
- Joan Sirolla 1945-1947
- Lluís Angles 1947-1950
- Ferran Casajoana 1950-1952
- Francesc Llevat 1952-1954
- Lluís Angles 1954-1955 (2ª vegada)
- Joan Ribas 1955-1961 (2ª vegada)
- Joan Fusté 1961-1964
- Rafel Vila 1964-1971
- Jaume Llaurado 1971-1985
- Josep Gomis 1985-1992
- Josep Abelló 1992-2001
- Mercè Olesti 2001-2007
- Joan Ciurana 2007-2012